# トトポス

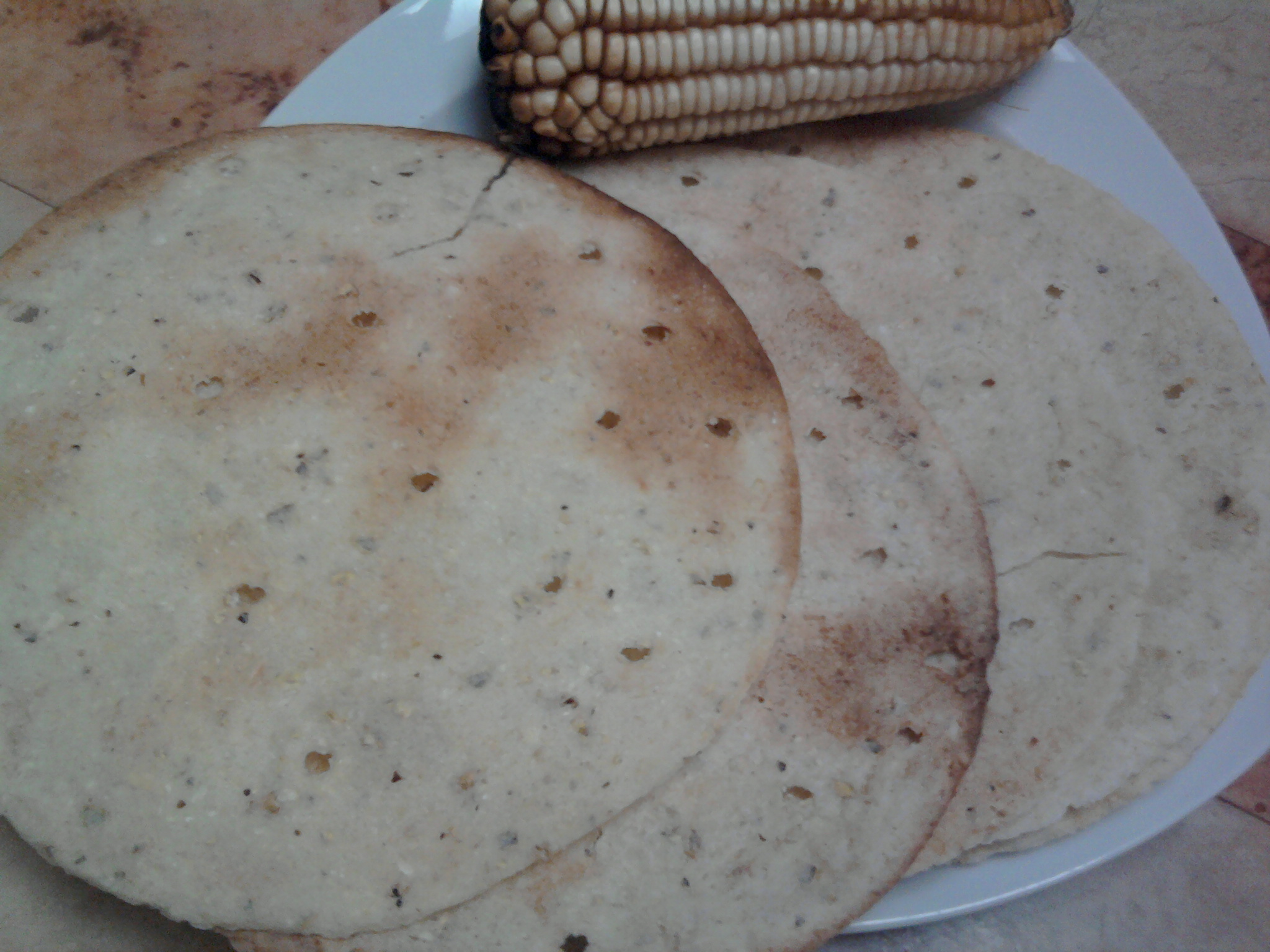
トトポス

トトポス（スペイン語：totopos）は、トウモロコシから作られる、平たくて丸か三角の形をした、トルティーヤに似たメキシコ料理である。「トトポス」は複数形で、単数形は「トトポ」。

## 概要
オアハカ州テワンテペク地峡のサポテカ文明に由来する。サポテカ人の女性はコミシュカル（ comixcal ）という土のオーブンでトトポスを焼く。
トトポスは焼いたトルティーヤ・チップスやスカンジナビアのクリスプ・ブレッドによく似ているが、マサに塩を加え、焼く前に中央に穴を開ける点で異なっている。
マサに塩を加えて焼くことで、トウモロコシの腐敗やカビの繁殖を抑え、保存性がよくなる。トルティーヤは湿気があるため、製造後数日程度で食べないといけないが、トトポスはクラッカーと同じように保存食にすることができる。
また、メキシコの他の地域では、焼いてから日数の経ったトルティーヤを小さく切って揚げたトルティーヤ・チップスをトトポスと呼ぶ。